# حسن علي نصار العامري
حسن علي نصار العامري هو سياسي عراقي ولد في بغداد سنة 1938 وتوفي في 16 كانون الثاني 1998. كان عضواً في القيادة القطرية لحزب البعث العراقي للفترة 1974- 1991 . ووزيراً للتجارة للفترة من 1977 - 1987.

## الولادة والنشأة والعائلة
ولد ودرس في بغداد، وحصل على شهادة البكالوريوس في الاقتصاد من جامعة بغداد سنة 1960، ثم حصل على شهادة الدبلوم من معهد أسني للتنمية الاقتصادية في روما سنة 1962.
كان له أخ عسكري في الجيش العراقي هو خضر علي نصار العامري، تخرج في الكلية العسكرية العراقية سنة 1970، كما تخرج من أكاديمية ساندهيرست العسكرية الملكية البريطانية. كان آخر منصب له امر اللواء الرابع في الحرس الجمهوري واستشهد في معركة مهران عام ١٩٨٦ مع مقدم لواءه الشهيد المقدم الركن صبار عقاب الدليمي نتيجة سقوط قذيفة مدفع على موقعهم بعد استمكانهم من قبل العدو نتيجة استخدامهم لأجهزة الاتصالات اللاسلكية في القاطع الذي لم يكن مستطلع بشكل كافي، وكنتيجة اصبح امر اللواء الخامس في الحرس الجمهوري عقيد ركن ميسر العنزي (لواء ركن لاحقا) يقود اللواء الرابع حرس جمهوري اضافة الى لواءه. كذلك استشهد في المعركة وبنفس السبب امر كتيبة مدفعية ٢٤٧ المقدم سعيد من اهل الانبار وكذلك امر اللواء المدرع ٧٠ محمد جوهر كما تم اسر العقيد الركن وطبان احمد تركي،

## نشاطه السياسي
انتمى مبكراً لحزب البعث العربي الاشتراكي. وفي عام 1973، آصبح عضوا في سكرتارية اللجنة العليا للجبهة الوطنية والقومية التقدمية.
انتخب في سنة 1974 عضوا في القيادة القطرية لحزب البعث العربي الاشتراكي في العراق  وبقي حتى سنة 1991.

## مناصبه
شغل منصب مدير المؤسسة العامة للغزل والنسيج بين عامي 1971 و 1973، كما انتخب أمينا عاما لاتحاد الاقتصاديين العرب سنة 1972، وعين عام 1973 وكيلا لوزير البلديات.
في كانون الثاني 1976، عين وزيرا للتجارة الداخلية بعد إلغاء وزارة الاقتصاد واستحداث وزارتي التجارة الخارجية والتجارة الداخلية، كما عين رئيسا للمجلس الزراعي الأعلى ونائبا لرئيس تنظيم مجلس التجارة في 27 نيسان 1976. وفي 23 كانون الثاني 1977، شغل وزير التجارة الخارجية بالوكالة خلفا لحكمت إبراهيم العزاوي، ثم دمجت مع وزارة التجارة الداخلية تحت اسم وزارة التجارة بداية عام 1977، واستمر وزيرا للتجارة حتى 4 آب 1987، حيث عين محمد مهدي صالح وزيرا للتجارة.

## مواقفه
بعد حادثة خان النص في 22 شباط 1977، سارعت الحكومة إلى تشكيل محكمة صورية من القيادة القطرية لحزب البعث برئاسة عزت مصطفى العاني وعضوية فليح حسن الجاسم وحسن علي العامري، فصدرت أحكام إعدام مسبقة بحق العشرات من المتظاهرين الأبرياء، مما خلق شرخاً في قيادة البعث وأسفر عن طرد عضوي المحكمة عزت مصطفى العاني وفليح حسن الجاسم من الحزب والدولة بسبب رفضهما الإعدامات والأحكام الجائرة تحت التعذيب قبل وصولهم إلى قاعة المحكمة وأتهما صدام حسين أعضاء المحكمة بالجبن والتخاذل، بينما أيد حسن العامري أحكام الأعدام.

## وفاته
انسحب من الحياة السياسية والحزبية حتى توفي في 16 يناير 1998.

## ملاحظة
- يشير منصور في إنستاغرام إلى وفاته يوم 3 كانون الثاني 1998، الرابط من هنا